# لس مک‌دونالد
لس مک‌دونالد (انگلیسی: Les MacDonald; ۵ اکتبر ۱۹۰۶ – ۲۵ سپتامبر ۱۹۹۷)از برندگان مدال‌های المپیک تابستانی اهل کانادا بود.